# 宋海
宋 海（ソン・ヘ、송해、本名：宋 福熙（ソン・ボキ、송복희）、1927年4月27日 - 2022年6月8日）は、韓国の歌手、俳優、アナウンサー、司会者。

## 経歴
本貫は恩津宋氏で、日本統治時代の朝鮮の黄海道（現在の黄海南道）載寧郡生まれ。1949年、北朝鮮の国立音楽学校声楽科を卒業する。
朝鮮戦争中の1951年1月4日、韓国側戦線後退時に単身越南し、韓国軍に通信兵として従軍。1953年7月27日の朝鮮戦争休戦協定の合意に際しては、発効に伴う停戦命令の打電を担当している。
1955年、29歳の時に青空楽劇団（창공악극단）で歌手としてデビューする。1963年には端役ではあるものの、映画で俳優としてデビューした。以後、コメディアンとしても活動、いくつもの映画・ドラマ・バラエティー番組に出演。
KBSラジオの交通放送番組で進行役を17年間務めていたが、1987年3月に当時21歳の息子をバイクによる交通事故で亡くし、ショックで降板した。
翌1988年、『KBS全国のど自慢』の司会者に就任。国民的番組の司会者に起用されたことで宋は還暦を過ぎてはいたが、国民的タレントとしての地位を確固たるものとした。1994年に一旦降板するが視聴者からの反発が大きく、半年後に復帰した。
90歳を過ぎてなお第一線で活躍していたが、COVID-19禍や加齢による心身の衰えも進み、『全国のど自慢』自体も公開収録ができなくなったことから、過去の名場面集のみの放映となっていた。2022年5月15日、宋は健康上の理由からしばらく公開収録参加が困難となることを明らかにし、この日放送された忠清南道唐津（タンジン）市の過去開催分名場面集の放送が最後の出演となった。これにより、通算34年（連続28年）間出演してきた『全国のど自慢』のMCを事実上降板することになった。同年5月23日、『全国のど自慢』MCを90歳を過ぎても務めたことで認定された、ギネス世界記録の“Oldest TV Music talent show host”（世界最高齢テレビ音楽タレントショー司会者）分野の認定記念行事に参加したのが、公の席での最後の姿となった。
2022年6月8日、自宅のトイレで倒れていたところを娘に発見され、その後現場に到着した救急隊により死亡が確認された。95歳没。宋の死を受けて尹錫悦大統領は哀悼の意を表すとともに、永年の功績を讃えて韓国の文化勲章で最高位に値する「金冠文化勲章」を授与した。ソウル大学校付属病院で葬儀が行われた後、遺体は荼毘に付され、骨壺はその日のうちに大邱近隣に彼の功績を称え設けられた「宋海公園」内の妻の墓地に埋葬された。

## 主な活動歴
- KBS全国のど自慢 司会（韓国放送公社）
- コメディー『笑う門には福来る』出演（文化放送・韓国）